# باسیل آپوکاپس
باسیل آپوکاپس (یا آپوکاپس) (متولد ۹۲۴–۹۷۷) (یونانی: Βασίλειος Ἀποκάπης) یک ژنرال بیزانسی قرن یازدهم بود.
او که از نوادگان خاندان آپوکاپای، از طایفه اشراف ارمنی - گرجستانی بود، پسر پاتریسیدان مایکل آپوکاپس یا ابوکاب بود که زمانی به عنوان نگهبان خیمه‌گاه شاهزاده بانفوذ باگراتید گرجی، دیوید سوم تائو (ح. ۹۶۶–۱۰۰۰) و سپس فرماندهی شهر ادسا (شانلیورفای ترکیه امروزی) را تحت فرمانروایی امپراتور بیزانس، میکائیل چهارم پافلاگونی (ح. ۱۰۳۴–۱۰۴۱) برعهده داشت.
در سال ۱۰۵۴ باسیل آپوکاپس به عنوان پاتریکیوس و استراتژیست ، مردم ملازگرد را گرد هم آورد و حمله سلجوقیان تحت فرمان طغرل را دفع کرد. بعدها، از ۱۰۵۹ تا ۱۰۶۵ او به عنوان آرکنت ( ماجیستروس و دوکس ) پارایستریون (بلغارستان شمالی امروزی، در امتداد رود دانوب) خدمت کرد. در سال ۱۰۶۴، همراه با امپراتور آینده نیکفوروس بوتانیاتس و پسرانش، توسط ترکان اوغوز که از شمال بالکان عبور کرده بودند، شکست خورد و اسیر شد، اما شیوع بیماری همه‌گیر مهاجمان را از بین برد و زندانیان را نجات دادند. پس از شکست رومانوس چهارم توسط آندرونیکوس دوکاس در سال ۱۰۷۱ به نظر می‌رسد که وی تحت فرمان پیلارتوس واراژنونی، ژنرال بیزانسی ارمنی، که خود را در کیلیکیه مستقر کرده بود، بوده. و از سال ۱۰۷۷ تا زمان او به عنوان فرماندار ادسا خدمت می کرد. مرگ او در سال ۱۰۸۳ رخ داد.